# Baccharis vaccinoides
Baccharis vaccinoides es una especie de  arbusto perteneciente a la familia de las asteráceas.

## Descripción
Es un arbusto que alcanza un tamaño de hasta 3 m de altura, muy ramificado. Las hojas son alargadas y puntiagudas. Las flores son amarillas y están agrupadas en cabezuelas.

## Distribución y hábitat
Originaria de Brasil, habita en clima templado entre los 2000 y los 2900 metros. Crece a orilla de caminos, asociada a vegetación perturbada en bosques de encino y de pino.

## Propiedades
En el estado de Chiapas, con frecuencia se emplea para aliviar el dolor de estómago; se utiliza el cocimiento de las hojas cuya agua se toma regularmente; asimismo, las hojas machacadas y hervidas solas o mezcladas con cáscara de guayaba silvestre (Psidium guineense), cáscara de nance (Byrsonima crassifolia), semilla de aguacate y la hierba (Tagetes nelsonii), se administra como té. Además, se menciona útil para curar otros padecimientos digestivos como la diarrea, la disentería y en algunos respiratorios como tuberculosis y tos.
Por otro lado, las hojas calentadas se utilizan como emplasto en reumas, torceduras y dolores articulares.

## Taxonomía
Baccharis vaccinoides fue descrita por Carl Sigismund Kunth y publicado en Nova Genera et Species Plantarum (folio ed.) 4: 39–40. 1820[1818].
Etimología
Baccharis: nombre genérico que proviene del griego Bakkaris dado en honor de Baco, dios del vino, para una planta con una raíz fragante y reciclado por Linnaeus.
vaccinoides: epíteto latino que significa "parecido a Vaccinium.
Sinonimia
- Baccharis lancifolia Pruski[5]